# Palacio Guadagni
El palacio Guadagni es un palacio renacentista italiano situado en Florencia, en la plaza Santo Spirito, en el cruce con via Mazzetta. Ha servido de modelo para numerosos edificios florentinos posteriores.
Forma parte del centro histórico de la ciudad, declarado Patrimonio de la Humanidad por la Unesco en 1982.

## Historia
El palacio fue construido para el mercader de seda Riniero Dei después de 1502, en una zona típicamente ocupada por pequeños mercaderes y artesanos.
Se cree que el arquitecto fue Simone del Pollaiolo, aunque algunos historiadores optan por Baccio d'Agnolo. Después de la muerte del último de la familia Dei en 1683, el edificio fue heredado por la compañía de los Buonomini di San Martino, que lo vendió a subasta y fue comprado por la familia Guadagni. En el siglo XIX, la última descendiente de la familia se casó con el marqués Dufour Berte, cuyos descendientes son los dueños actuales del palacio. 
En la segunda mitad del siglo XIX, Giuseppe Poggi hizo un acceso para las carrozas. También reestructuró la escalera principal, aportando un estilo más moderno y una nueva orientación. Allí vivieron el ministro Urbano Rattazzi cuando Florencia era la capital (1865-1871) y después el conde Valfredo Della Gherardesca. De 1912 a 1964 fue la sede del Instituto Germánico de Historia del Arte (actualmente en el Palacio Zuccari).
En 1914 se inauguró la biblioteca Pietro Thouar, la primera biblioteca pública de Florencia, que aún hoy está abierta.

## Descripción
El palacio está ordenado en torno a un patio central con loggia, decorado con una sillería muy sencilla. Las ventanas se disponen en tres órdenes: rectangulares en el piso bajo y enmarcadas en los pisos superiores, con las claves a goccia. En su momento se decoró con pinturas (hoy perdidas) blancas sobre fondo negro en el primer y segundo piso, obra de Andrea del Sarto.
El último piso está coronado por una loggia, muy copiada después, que aligera el muro creando un juego de espacios llenos y vacíos. Algunos anillos para amarrar los caballos se conservan aún en las paredes de la parte baja. Las llaves pontificias en la parte alta son uno de los emblemas de la familia Dei, como recuerdo de los privilegios papales concedidos en el siglo XV.
El patio, accesible a través de una entrada con bóveda sobre lesenas y columnas, tiene ahora una forma insólita por las numerosas reestructuraciones. Tras el arco de la este, hay un vano con un monumental escudo Guadagni, donde hay una fuente con un altorrelieve con divinidades marinas, felinos y un unicornio, símbolo heráldico de los Guadagni. Bajo ella, una inscripción recuerda que el agua llega directamente de los jardines de Bóboli.